# Svend Klint
Svend Aage Klint (11. januar 1897 i Ringsted - 16. august 1956 smst) var en dansk urmager og atlet medlem af Ringsted Idrætsforening.
Klint vandt som 20-årig det danske mesterskab på 100 meter 1917.
Klint Guld & Sølv ligger stadig på Torvet i Ringsted.

## Danske mesterskaber
- Guld 1917 100 meter 11,2